# Kelley Armstrong

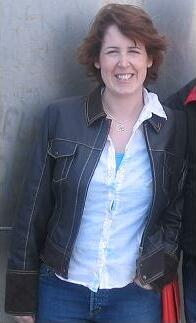
Kelley Armstrong

Kelley Armstrong (* 1968 in Sudbury, Ontario, Kanada) ist eine kanadische Phantastik-Autorin.

## Leben
Kelley Armstrong wurde als älteste von vier Geschwistern geboren. Als sie neun Monate alt war, zog ihre Familie nach London (Ontario). Nach ihrem Studium der Psychologie an der University of Western Ontario wechselte sie zum Fanshawe College, London (Ontario) und begann Informatik zu studieren. Dann wandte sie sich der Schriftstellerei zu.
Heute lebt sie mit ihrem Mann und ihren drei Kindern in Ontario.
Ihre erste Geschichte Bitten wurde 1999 verkauft und 2001 veröffentlicht. Nach diesem Erfolg schrieb sie weitere sechs Bücher und eine Anzahl von Kurzgeschichten der Women of the Otherworld-Serie. Ihre erste Kriminalgeschichte Exit Strategy wurde 2007 veröffentlicht. Seit 2002 ist sie hauptberuflich Schriftstellerin.

## Werke

### Otherworld Serie
Die „Women of the Otherworld“-Serie spielt in einer Welt mit Werwölfen, Vampiren und anderen übernatürlichen Geschöpfen. Hauptfiguren sind Frauen mit besonderen Begabung. Kelley Armstrong hat derzeit einen Vertrag über zwölf Bücher der Serie. In der Serie „Otherworld Novels“ sind bisher die folgenden Titel erschienen:
1. Bitten, dt. Die Nacht der Wölfin, Schneekluth, München 2002, ISBN 3-7951-1789-5.
2. Stolen, dt. Die Rückkehr der Wölfin, Knaur-Taschenbuch-Verlag, München 2004, ISBN 3-426-62790-6.
3. Dime Store Magic, dt. Nacht der Hexen, Knaur-Taschenbuch-Verlag, München 2006, ISBN 3-426-63202-0.
4. Industrial Magic, dt. Pakt der Hexen, Knaur-Taschenbuch-Verlag, München 2007, ISBN 978-3-426-63807-1.
5. Haunted, dt. Nacht der Geister, Knaur-Taschenbuch-Verlag, München 2008, ISBN 978-3-426-50007-1.
6. Broken, dt. Blut der Wölfin, Knaur-Taschenbuch-Verlag, München 2009, ISBN 978-3-426-50333-1.
7. No Humans Involved, dt. Lockruf der Toten, Knaur-Taschenbuch-Verlag, München 2011, ISBN 978-3-426-50395-9.
8. Personal Demon, dt. Nacht der Dämonin, Knaur-Taschenbuch-Verlag, München 2011, ISBN 978-3-426-50915-9.
9. Living with the Dead
10. Frostbitten, dt. Biss der Wölfin, Knaur-Taschenbuch-Verlag, München 2012, ISBN 978-3-426-50883-1.
11. Waking the Witch
12. Spell Bound
13. Thirteen
14. 2011 Hidden

#### Kurzgeschichten
Kurzgeschichten, die in anderen Bänden erschienen sind, aber zur Otherworld-Serie gehören.
- Chaotic in Dates from Hell
- Twilight in Many Bloody Returns
- Stalked in My Big Fat Supernatural Honeymoon
- Chivalrous in Tales of dark Fantasy 2
- The Ungrateful Dead in Blood Lite
- Zen And The Art Of Vampirism in A Fantasy Medley
- Learning Curve in Evolve

Zusätzlich hat die Autorin auf ihrer Internetseite einige freie Kurzgeschichten („Free Online Fiction“) veröffentlicht.

#### Comic
Becoming, eine freie Grafic Novel der Zeichnerin „Angilram“ zur Otherworld-Serie.

### Darkest Powers & Darkness Rising Serie
1. The Summoning, dt. Die dunklen Mächte: Schattenstunde, PAN Verlag, München 2010, ISBN 978-3-426-28341-7.
2. The Awakening dt. Die dunklen Mächte: Seelennacht, PAN Verlag, München 2010, ISBN 978-3-426-28342-4.
3. The Reckoning dt. Die dunklen Mächte: Höllenglanz, PAN Verlag, München 2011, ISBN 978-3-426-28343-1.
4. The Gathering
5. The Calling
6. The Rising

### Weitere Werke
- Exit Strategy, 2007
- Made to be Broken, 2009